# Сидирокапсенски хамам
Сидирокапсенският хамам (на гръцки: Τουρκικό Λουτρό Σιδηροκαυσίων) е хамам, османска обществена баня, в село Стагира (Казанджи махала), Егейска Македония, Гърция.

## Местоположение
Намира се източно от Стагира, където е бил разположен средновековният град Сидерокапса. До него са разкрити останки от минаре.

## История
Хамамът е построен по време на първия османски разцвет на Сидирокапса, тоест през XV или в самото начало на XVI век.